# Бристол S.2A
Бристол S.2A (енгл. Bristol S.2A) је британски ловачки авион и авион за обуку пилота. Први лет авиона је извршен 1916. године. 

## Наоружање
| Наоружање авиона: Бристол      |        |
| Ватрено (стрељачко) наоружање  |        |
| Топ                            |        |
| Митраљез                       |        |
| Број и ознака митраљеза        | 1 Луис |
| Калибар                        | 7,7    |
| Бомбардерско наоружање (бомбе) |        |
| Ракетно наоружање (ракете)     |        |